# Vick Vaporub

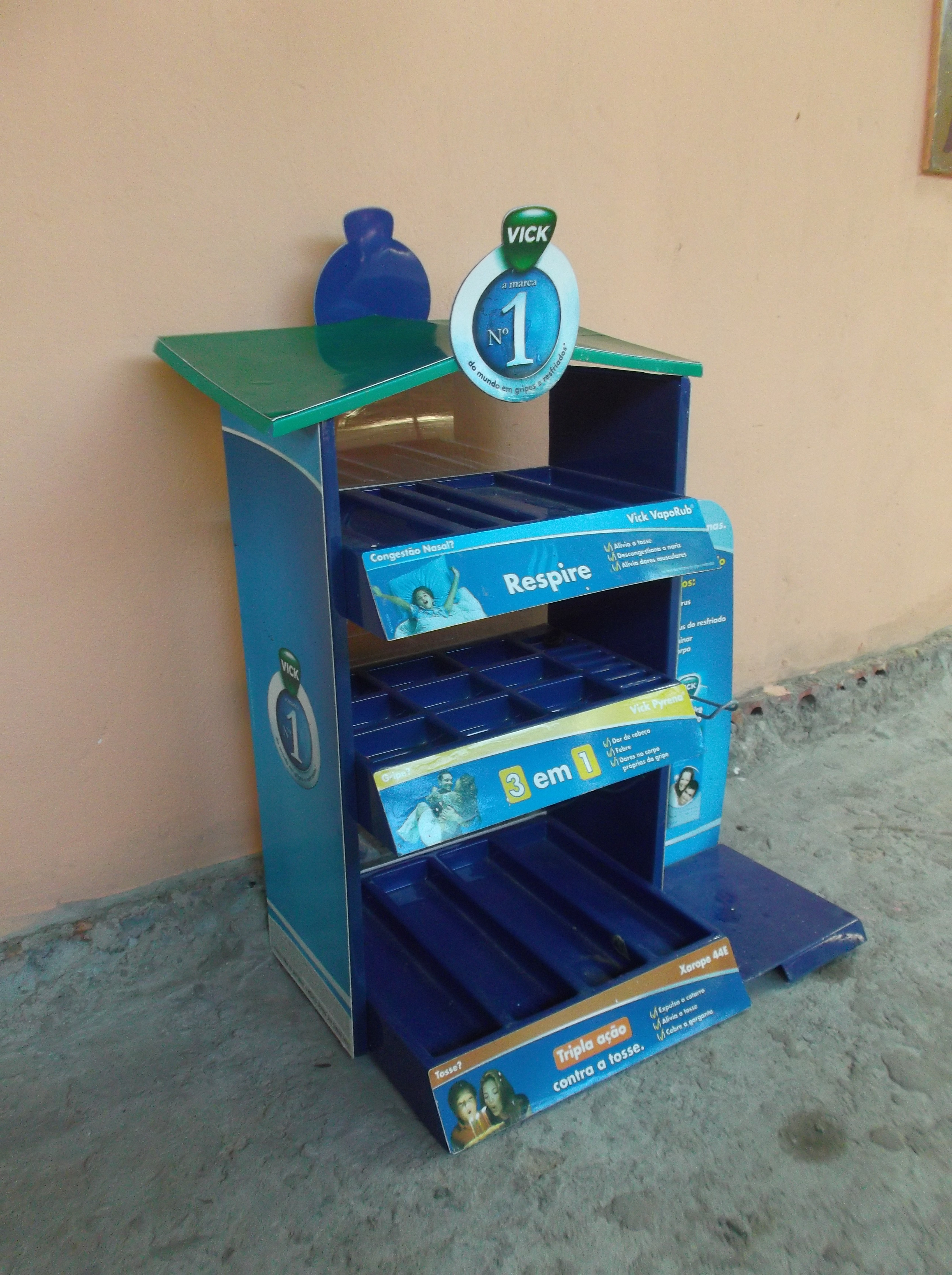
Material do Vick em forma de Casinha.

Vick Vaporub é o nome comercial de uma pomada da empresa Procter & Gamble destinada a desobstruir o nariz congestionado em situações de gripe e resfriado.

## História
Em 1885 recebeu o nome de Vick Garupa Magia e foi  rebatizado como  Vick VapoRub, em 1898. Popularizado através anúncios em almanaques e por emissoras de rádio.
Seu uso é para aliviar os sintomas nasais pois seus constituintes voláteis (mentol, canferol, eucaliptol) promovem uma sensação de frescor e ajudam a diminuir a viscosidade do catarro. Embora muito usado em crianças, adultos também podem se beneficiar de seus efeitos nas mesmas situações. Contudo, este medicamento deve ser usado com cautela por pessoas que apresentem sensibilidade a compostos fortemente aromáticos e além disso o Vick Vaporub é um complemento e não substitui as recomendações médicas.